# 空気遮断器
空気遮断器（くうきしゃだんき）は、圧縮された空気による高速度の空気流中で電流の開閉を行う遮断器である。
英語では Air Blast Circuit Breaker と表記し、ABB と略称される。
空気遮断器は遮断に要する時間が極めて短く、電極接点部分の摩耗が少ない。
遮断器部分をいくつか直列接続する多重切（たじゅうきり）とすることで高電圧化・大容量化に対応できる。
また従来の主流であった油遮断器に対しては絶縁油を必要しないことから火災の危険がなく、保守面での利点も大きい。
空気遮断器の原型が完成したのは世界大戦前のドイツであったという。
世界大戦によってその開発は一時停止してしまったが、戦後は電力送電線網の拡大とともに発展し、往年の電力系統を支えた。
現在ではガス遮断器の普及が進んでいるが、数多くの空気遮断器がなお現役で動作している。

## 原理
大電流が流れている電力回路においては、電流を遮断するために開閉器を開放したとしてもその電極間にはアーク放電が発生し、電力回路は未だに接続された状態を維持する。
アーク放電によって両電極は加熱され、また周囲の空気はイオン化しアーク放電を存続させる。
そこで、空気遮断器では開閉器接点を開放すると同時に圧縮空気による音速から超音速の空気流を発生させ、圧力変化に伴う断熱膨張により電極間に発生したアーク放電を強力に冷却するとともに、周囲のイオン化した空気もろとも押し流すものである。
電極周囲の空気は新しいものに置き換えられ、電極間は絶縁される。
空気は圧縮すると絶縁耐力が高まり、およそ700キロパスカルで油遮断器の絶縁油とほぼ同等の絶縁耐力となる。
空気遮断器には圧縮空気を発生させるコンプレッサーと、その故障時も何度か開閉を行えるようにするため圧縮空気を蓄える空気タンクが付属している。
なお、一般に電極の開閉も圧縮空気を動力とする。
遮断時にアーク放電を消滅させた空気流は、そのまま機外へと排出される。
このとき、空気遮断器からは非常に大きな騒音が発せられる。
それはさながら大砲の発射音である。

## 分類

### 空気吹き付け方向による分類
直角方向吹き付け
電極の引き外し方向に対して直角方向より空気を吹き付け、アークを押し流す。
軸方向吹き付け
管状になった電極を用い、遮断時には管内にアークとともに圧縮空気を電極管内に引き込むかたちで空気流を発生させる。現在の主流である。

### 充気方式による分類
瞬時充気方式
遮断時のみ電極間に対し圧縮空気の吹き付けを行うもの。
遮断時充気方式
遮断時に電極周囲に圧縮空気を充てんするもの。遮断器の開放中は圧縮空気によって絶縁させておく。投入は圧縮空気を抜くことで行われる。
常時充気方式
電極周囲を常に圧縮空気が充てんされているもの。遮断時間が短く、圧縮空気消費量も少ない。大容量・高電圧向け。